# Wybory do Parlamentu Europejskiego w Niemczech w 1984 roku
Wybory do Parlamentu Europejskiego w Niemczech w 1984 roku zostały przeprowadzone 17 czerwca 1984 roku. Do zdobycia było 81 mandatów o które ubiegało się 5 partii politycznych.
| Nazwa Partii                            | Liczba głosów % | Liczba mandatów | Zmiana liczby mandatów |
| --------------------------------------- | --------------- | --------------- | ---------------------- |
| Unia Chrześcijańsko-Demokratyczna       | 37,5%           | 34              | -                      |
| Socjaldemokratyczna Partia Niemiec      | 37,4%           | 33              | -2                     |
| Unia Chrześcijańsko-Społeczna w Bawarii | 8,5%            | 7               | -1                     |
| Związek 90/Zieloni                      | 8,2%            | 7               | +7                     |
| Wolna Partia Demokratyczna              | 4,8%            | -               | -4                     |
| Pozostali                               | 3,6%            | -               | -                      |
| Suma                                    | 100%            | 81              | -                      |